# Batagram (Distrikt)

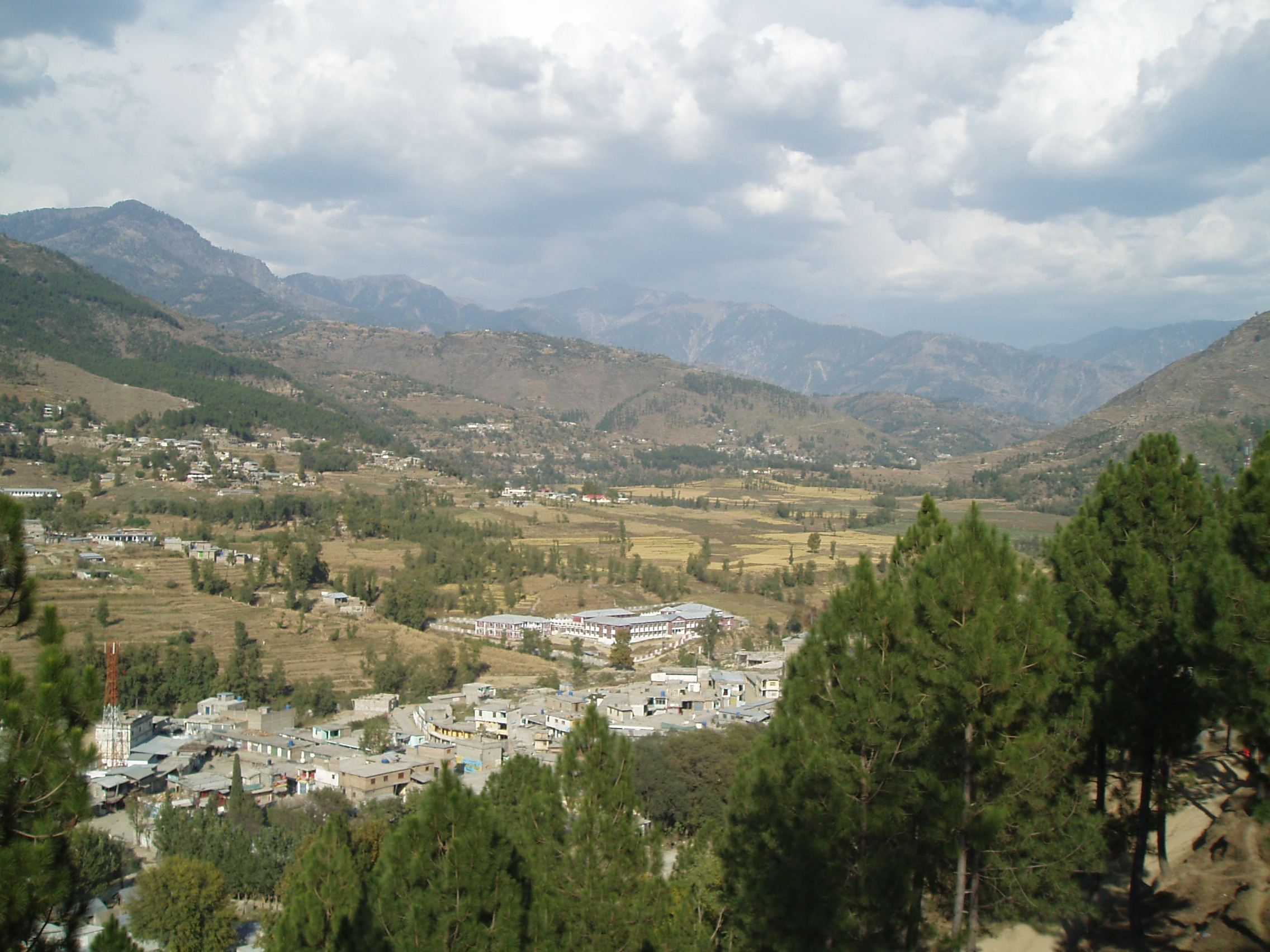
Blick auf die Stadt Batagram

Der Distrikt Batagram (Urdu ضلع بٹگرام, paschtunisch ضلع بټګرام; engl. Schreibweise: Battagram) ist ein Verwaltungsdistrikt in Pakistan in der Provinz Khyber Pakhtunkhwa. Sitz der Distriktverwaltung ist die gleichnamige Stadt Batagram.

## Lage
Der Distrikt liegt im Nordosten von Khyber Pakhtunkhwa. Er grenzt im Norden an Kohistan, im Osten an Mansehra, im Süden an das Stammesgebiet Kala Dhaka sowie im Westen an Shangla.

## Geographie
Die Distrikt umfasst 1301 km².
Er erstreckt sich über ein Bergland, das den äußersten Westen des Himalaya bildet. Die Berge erreichen im Distrikt eine Höhe von über 4700 m. Daneben gibt es fruchtbare ebene Flächen in Tallage in Nindhyar, Tijri Deshan, Batamori, Banna und Rashang. Der Indus bildet über eine Länge von 35 km die westliche Distriktgrenze. Wichtigste Flüsse im Distrikt sind Nindhyar Khawar und Allai Khawar.

## Klima
Das Klima in Batagram ist von gemäßigt warmen Sommern und sehr kalten Wintern geprägt. Im Winter fallen in den höher gelegenen Gebieten große Schneemengen.

## Geschichte
Batagram war ursprünglich ein Tehsil im Distrikt Mansehra. Im Juli 1993 erhielt Batagram den Status eines eigenständigen Distrikts. 
Am 8. Oktober 2005 ereignete sich in dem Gebiet ein starkes Erdbeben, bei welchem im Distrikt 3564 Menschen starben und 3799 verletzt wurden.

## Sprachen und Volksgruppen
Die dominierende Sprache in Batagram ist Paschtunisch. Die größte Volksgruppe bilden die Swatis. Daneben sind die Stämme der Gurjar, Akhunkhel, Madakhel, Syeds und Quresh vertreten.

## Verwaltungsgliederung
Der Distrikt ist in die Tehsils Battagram und Allai gegliedert.